# Лептокарья
Лептокарья́ (греч. Λεπτοκαρυά) — приморский малый город в Греции. Расположен на берегу залива Термаикоса у восточного подножия Олимпа на высоте 30 метров над уровнем моря, в 24 километрах к югу от Катерини, в 72 километрах к юго-западу от Салоник и в 252 километрах к северу от Афин. Входит в общину (дим) Дион-Олимбос в периферийной единице Пиерии в периферии Центральной Македонии. Население 3700 жителей по переписи 2011 года. Площадь 66,386 квадратного километра.
Название образовано от греч. λεπτοκαρυά — лещина обыкновенная (Corylus avellana). В 1918 году создано сообщество Лептокарья.
По западной окраине Лептокарьи проходит автострада 1 Пирей — Афины — Салоники — Эвзони, часть европейского маршрута E75. В Лептокарье находится станция «Лептокарья» линии Салоники — Лариса пригородной железной дороги Салоник.
Лептокарья — популярный туристический центр. Пляж Лептокарьи награждён Голубым флагом.

## История
В этой области, неподалёку от Диона и Пимплеи находился древний фракийский город Либетра. В Либетрах или Пимплее по преданию родился, жил и умер Орфей. Неподалёку находилась могила Орфея. Здесь проводились мистерии и поклонялись музам либетридам (Λειβηθρίδες). В святилище Орфея находилась деревянная статуя из кипарисового дерева. Либетры разрушены при разливе реки Зильяны, в древности известной как Сис (Συς).

## Население
| Год  | Население, человек |
| ---- | ------------------ |
| 1991 | 3192               |
| 2001 | 3513               |
| 2011 | ↗ 3700             |